# FCサンタクルス
フチボウ・クルーベ・サンタ・クルス（ポルトガル語: Futebol Clube Santa Cruz）は、ブラジル・リオグランデ・ド・スル州サンタ・クルス・ド・スルを本拠地とするサッカークラブ。同名のクラブが他にあるためサンタクルス-RSとも記される。

## 歴史
1913年3月26日設立。ライバルのECアヴェニダとの合併話が1960年代に持ち上がりアソシアソン・サンタ・クルス・ド・フチボウとなる計画があったが、資金的な問題により失敗、現在に至るまで両クラブは独立して存在している。

## 歴代所属選手
- クカ 1984
- マルセロ・バロン・ポランクジック 1995